# Santos Iriarte
Victoriano Santos Iriarte (2 tháng 11 năm 1902 – 10 tháng 11 năm 1968), nicknamed "El Canario" (Chim yến), là tiền đạo bóng đá người Uruguay, thành viên của đội tuyển Uruguay vô địch World Cup năm 1930, và Racing Club de Montevideo ở cấp độ câu lạc bộ.
Iriarte, thi đấu ở hành lanh cánh trái, chơi cả bốn trận cho Uruguay ở World Cup 1930 và ghi 2 bàn; 1 bàn ở trận bán kết trước Nam Tư và một bàn thắng ở phút 68 ở trận chung kết đưa Uruguay dẫn 3–2 trong cuộc lội ngược dòng trước Argentina.

## Bàn thắng quốc tế
Tất cả bàn thắng cho Uruguay
| #  | Ngày                | Địa điểm                                | Đối thủ   | Bàn thắng | Kết quả | Giải đấu                           |
| -- | ------------------- | --------------------------------------- | --------- | --------- | ------- | ---------------------------------- |
| 1. | 27 tháng 7 năm 1930 | Estadio Centenario, Montevideo, Uruguay | Nam Tư    | 4–0       | 6–1     | Giải bóng đá vô địch thế giới 1930 |
| 2. | 30 tháng 7 năm 1930 | Estadio Centenario, Montevideo, Uruguay | Argentina | 3–2       | 4–2     | Giải bóng đá vô địch thế giới 1930 |